# مارسلو اگیره
مارسلو اگیره (انگلیسی: Marcelo Aguirre؛ زادهٔ ۲۵ اوت ۱۹۸۳) بازیکن فوتبال اهل آرژانتین است.
از باشگاه‌هایی که در آن بازی کرده‌است می‌توان به باشگاه فوتبال روساریو سنترال اشاره کرد.